# Okruzhnaja
Okruzhnaja är en kulle i Antarktis. Den ligger i Östantarktis. Australien gör anspråk på området. Toppen på Okruzhnaja är 50 meter över havet. Okruzhnaja ligger vid sjön Podkova.
Terrängen runt Okruzhnaja är huvudsakligen platt. Trakten är obefolkad. Det finns inga samhällen i närheten. 